# Hellmuth Haupt
Hellmuth Haupt (auch Helmut Haupt, * 1934; † 2006 in München) war ein deutscher Schauspieler und Hörspielsprecher.

## Wirken
Hellmuth Haupt trat ab dem Ende der 1950er Jahre in verschiedenen deutschen Spielfilmen bzw. Fernsehfilmen meist in Nebenrollen auf. Auch wirkte er als Darsteller in diversen Erotikfilmen der damaligen Zeit. Bekannt wurde er zudem durch Fernsehserien wie Kommissar Freytag oder Das Ferienschiff. Für den Rundfunk war Hellmuth Haupt über 30 Jahre in Hörspielen des Bayerischen Rundfunks zu vernehmen.
In den Jahren 1990 bis 2005 wirkte Hellmuth Haupt am Münchner Gasteig in dessen Literarisch-musikalischem Salon mit Lesungen von Gedichten und Prosa namhafter deutscher Autoren wie Eugen Roth, Joachim Ringelnatz oder Wilhelm Busch.

## Filmografie (Auswahl)
- 1959: Die ideale Frau
- 1960: Eine Frau fürs ganze Leben
- 1962: Die Soldaten (Fernsehfilm)
- 1963–1964: Kommissar Freytag (Fernsehserie, 7 Folgen)
- 1965: Der heimlich Teilhaber (Fernsehfilm)
- 1967: Flucht über die Ostsee
- 1968: Das Ferienschiff (Fernsehserie, 11 Folgen)
- 1968: Madame Legros
- 1969: Graf Porno und seine Mädchen
- 1969: Pudelnackt in Oberbayern
- 1969: Ende eines Leichtgewichts
- 1969: Pepe, der Paukerschreck
- 1971: Der neue heiße Report: Was Männer nicht für möglich halten
- 1971: Der neue Schulmädchen-Report. 2. Teil: Was Eltern den Schlaf raubt
- 1974: Wo der Wildbach durch das Höschen rauscht
- 1978: Lemmi und die Schmöker (Fernsehserie, 1 Folge)
- 1982: Feuerprobe (Kurzfilm)
- 1987: Die Krimistunde (Fernsehserie, Folge 24, Episode: "Der letzte Auftritt")
- 1989: Feuer und Luft (Kurzfilm)

## Hörspiele (Auswahl)
- 1957: Heinrich von Kleist: Der zerbrochne Krug – Regie: Gert Westphal
- 1959: Henrik Ibsen: Stützen der Gesellschaft – Regie: Walter Ohm
- 1959: Pär Lagerkvist: Barabbas – Regie: Fritz Wilm Wallenborn
- 1959: Wolfgang Weyrauch: Anabasis – Regie: Heinz von Cramer
- 1959: Rolf und Alexandra Becker: Gestatten, mein Name ist Cox (1. Staffel: Tod auf Gepäckschein 3311 (4. Teil: Die erste Spur)) – Regie: Walter Netzsch
- 1960: Wolfgang Altendorf: Der Transport – Regie: Gerlach Fiedler
- 1960: John P. Wynn: Inspektor Hornleigh (1. Staffel: 3. Folge: Kindsraub in Broadfield) – Regie: Walter Netzsch
- 1960: Ewald Gerhard Seeliger: Peter Voss, der Millionendieb (2. Teil: Peter Voss als blinder Passagier) – Regie: Heinz-Günter Stamm
- 1960: Ewald Gerhard Seeliger: Peter Voss, der Millionendieb (4. Teil: Peter Voss im Gefängnis) – Regie: Heinz-Günter Stamm
- 1960: Helen von Ssachno–Uselis: Das Opfer von Treblinka – Regie: Otto Kurth
- 1960: Ewald Gerhard Seeliger: Peter Voss, der Millionendieb (8. Teil: Peter Voss läßt sich verhaften) – Regie: Heinz-Günter Stamm
- 1960: Franz von Schönthan und Charles Dickens: Klein Dorrit – Regie: Heinz-Günter Stamm
- 1961: Günther Bibo und Emil Rameau: Die göttliche Jette – Regie: Heinz-Günter Stamm
- 1961: Georges Simenon: Maigret und der gelbe Hund – Regie: Heinz-Günther Stamm
- 1961: Rudyard Kipling: Fischerjungen (1. Teil) – Regie: August Everding
- 1961: Georges Simenon: Maigret und sein Revolver – Regie: Heinz-Günther Stamm
- 1961: Georges Simenon: Maigret und die Groschenschenke – Regie: Heinz-Günther Stamm
- 1961: Josef Ruederer: Die Morgenröte – Regie: Edmund Steinberger
- 1962: John P. Wynn: Inspektor Hornleigh (2. Staffel: 3. Folge: Affaire im Nachtlokal) – Regie: Walter Netzsch
- 1963: Carl Laufs und Wilhelm Jacoby: Pension Schöller – Regie: Heinz-Günther Stamm
- 1963: Franz von Pocci: Kasperl bei den Leuwutschen oder Der artesische Brunnen – Regie: Theodor Fischer
- 1983: Witold Rumel: Endstation Biwak Nr. 2 – Regie: Otto Düben
- 1987: Wilhelm Hauff: Die Errettung Fatmes – Regie: Werner Simon
- 1988: Anonymus: Vom Schuhflicker und seiner Karawane – Regie: Werner Simon